# Tauromaquia y música
La tauromaquia y la música se encuentran en el pasodoble, el género musical que acompaña la fiesta de los toros. La presencia de la banda de música en la plaza de toros se ha tornado en un elemento esencial del espectáculo, y sus toques son una parte importante del mismo.
Según la plaza, la intervención de la banda puede variar. Mientras que en la plaza mayor de Madrid la banda solo acompaña el paseíllo, y en el entreacto; en casi todas las otras plazas es una verdadera orquestación que resalta y acompaña la faena del diestro.

## Pasodobles taurinos
Entre los pasodobles taurinos más destacados se cuentan:
- Amparito Roca - Autor: Jaume Texidor Dalmau (1925)
- Dauder - Autor: Santiago Lope (1904)
- Domingo Ortega - Autores: Florencio Ledesma Estrada y Rafael Oropesa  (1930)
- El Gato Montés - Autor: Manuel Penella (1916)
- España Cañí -  Autor: Pascual Marquina Narro  (1923)
- Gallito - Autor: Santiago Lope (1904)
- Joselito Bienvenida - Autor: Pascual Marquina Narro (1929)
- Lagartijilla - Autor: José María Martín Domingo (1909)
- La Entrada -  Autor: Quintín Esquembre (1922)
- La Giralda - Autor: Eduardo López Juarranz (1889)
- La Gracia de Dios  - Autor: Ramon Roig i Torné (1880)
- Marcial, eres el más grande - Autores: José María Martín Domingo y Josefina Porras  (1932)
- Manizales - Autores: Guillermo González Ospina y Juan Marí Asins (1956)
- Nerva - Autor: Manuel Rojas Tirado (1933)
- Pepita Creus - Autor: Pascual Perez Choví (1926)
- Por la Puerta Grande - Autores: Florencio Ledesma y Rafael Oropesa (1958)
- Tercio de quites - Autor: Rafael Tallens Pelló (1951)
- Virgen de la Macarena - Autor: Bernardo Bautista Monterde y Antonio Ortiz Calero (1944)[3]